# Heldemarus Berg
Heldemarus Berg SVD (* 17. Juni 1909 in Peterswalde; † 18. März 1943 in der Bismarcksee) war ein deutscher römisch-katholischer Ordensmann, Missionar und Märtyrer.

## Leben
Bruno Berg aus dem ostpreußischen Peterswalde bei Braunsberg trat in den Orden der Steyler Missionare ein und nahm den Ordensnamen Heldemarus (nach Hildemar von Tournai) an. Er ging als Bruder (nicht Priester) in die Papua-Neuguinea-Mission. Nach der Besetzung von Papua-Neuguinea durch japanische Invasionstruppen 1942 wurde er am 18. März 1943 zusammen mit Bischof Josef Lörks und zahlreichen weiteren Missionaren und Ordensschwestern auf dem Zerstörer Akikaze hingerichtet und ins Meer geworfen.

## Gedenken
Die Römisch-katholische Kirche in Deutschland hat Pater Heldemarus Berg als Märtyrer in das deutsche Martyrologium des 20. Jahrhunderts aufgenommen.